# Dimitra Eleni Kontou
Dimitra Eleni „Milena“ Kontou (griechisch Δήμητρα Ελένη (Μιλένα) Κοντού, * 23. September 2005 in Mytilini) ist eine griechische Leichtgewichts-Ruderin.

## Leben und Karriere
Kontou wuchs in Mytilini, der Hauptstadt der ägäischen Insel Lesbos, auf und ging dort auch zur Schule. 2023 beendete sie erfolgreich das griechische Lyzeum. Sie gehört dem lokalen Verein Navtikos Omilos Mytilinis (Ναυτικός Ομίλος Μυτιλήνης) an (Stand 2023), wo sie von Aristos Vogiatzis trainiert wird. Im griechischen Nationalteam ist Gianni Postiglione für ihr Training verantwortlich.
2022 gewann sie bei den griechischen Rudermeisterschaften drei Medaillen: Silber im Wettkampf Skiff der Jugendlichen, Bronze im Wettkampf Skiff der Frauen und Bronze im Leichtgewichts-Skiff der Frauen. Kontou nahm 2022 auch an den U23-Ruder-Europameisterschaften im belgischen Willebroek teil und konnte mit ihrer Teamkollegin Stiliani Natsioula im Leichtgewichts-Zweier (BLW2x) in einer Zeit von 7:01,71 Minuten die Goldmedaille gewinnen.
Bei den Ruder-Weltmeisterschaften 2022 trat Kontou mit Evangelia Anastasiadou im Finale der Leichtgewichts-Zweier (LW2) an. Die beiden legten zwar den schnellsten Start hin, kamen dann aber auf Platz 6 mit einer Zeit von 7:07,53 Minuten. Kontou war die jüngste Teilnehmerin der Meisterschaften. 2022 konnte sie mit 7:04,09 Minuten bei den ersten panhellenischen Indoor-Rudermeisterschaften in Thessaloniki im Leichtgewicht-Skiff über 2000 Meter den bestehenden Weltrekord der 17- bis 18-Jährigen brechen.
Im folgenden Jahr, bei den Ruder-Europameisterschaften 2023 in Bled, gewann Kontou mit Zoi Fitsiou im Leichtgewichts-Zweier (LW2x) mit einer Zeit von 6:54,78 Minuten die Silbermedaille. Anschließend wurde sie im Juli 2023 mit Fitsiou beim World Rowing Cup in Luzern im Leichtgewichts-Zweier Dritte. Bei den Ruder-Weltmeisterschaften im September 2023 trat Kontou mit Zoi Fitsiou im Leichtgewichts-Zweier an. Sie kam mit 7:13,12 Minuten auf den 12. Platz, nachdem sie als sechste den Final B-Wettkampf beendet hatte. Gold gewann Kontou 2023 bei den Junior Ruder-Weltmeisterschaften (unter 23 Jahren) in Plowdiw zusammen mit Evangelia Anastasiadou im Zweier (BLW2x). Diesen Erfolg wiederholte sie im August 2024 im kanadischen St. Catharines, als sie in 6:44,63 Minuten mit Anastasiadou durchs Ziel ruderte.
Bei den Ruder-Europameisterschaften 2024 kam Kontou mit Zoi Fitsiou auf den zweiten Platz im Leichtgewichts-Zweier mit einer Zeit von 7:31,94 Minuten. Durch den zweiten Platz bei der Olympia-Qualifikationsregatta in Luzern sicherten sich Kontou und Fitsiou die Teilnahme an den Olympischen Spielen 2024 in Paris. Dort erreichte Kontou mit ihrer Partnerin Fitsiou in einer Zeit von 6:49,28 Minuten den dritten Platz und die Bronzemedaille.

## Auszeichnungen
Kontou wurde im Herbst 2022 vom Gouverneur der Region Nördliche Ägäis für ihre sportlichen Leistungen ausgezeichnet.
Nach ihrem Erfolg bei den Olympischen Spielen beschloss die Stadt Mytilini im September 2024, einen Platz neben der Marina, unweit des Rudervereins der Olympionikin, nach ihr zu benennen.